# Filtre pour aquarium
Pour les articles homonymes, voir filtre.
Les filtres pour aquarium sont des dispositifs chargés de l'élimination des déchets s'accumulant dans les aquariums, pour maintenir les conditions de vie dans des volumes d'eau relativement petits et limiter les interventions d'entretien,,,.

## Vue d'ensemble
Les animaux, généralement des poissons, contenus dans des aquariums produisent des déchets par leurs excréments et leur respiration. Une autre source de déchets est la nourriture non consommée ou les plantes et les poissons morts. Ces déchets s'accumulent dans les bassins et contaminent l'eau. Plus le degré de contamination augmente, plus le risque pour la santé des aquariums augmente et plus il est important d'éliminer la contamination. La filtration est une méthode courante utilisée pour maintenir les aquariums sains.

### Filtration biologique et cycle de l'azote

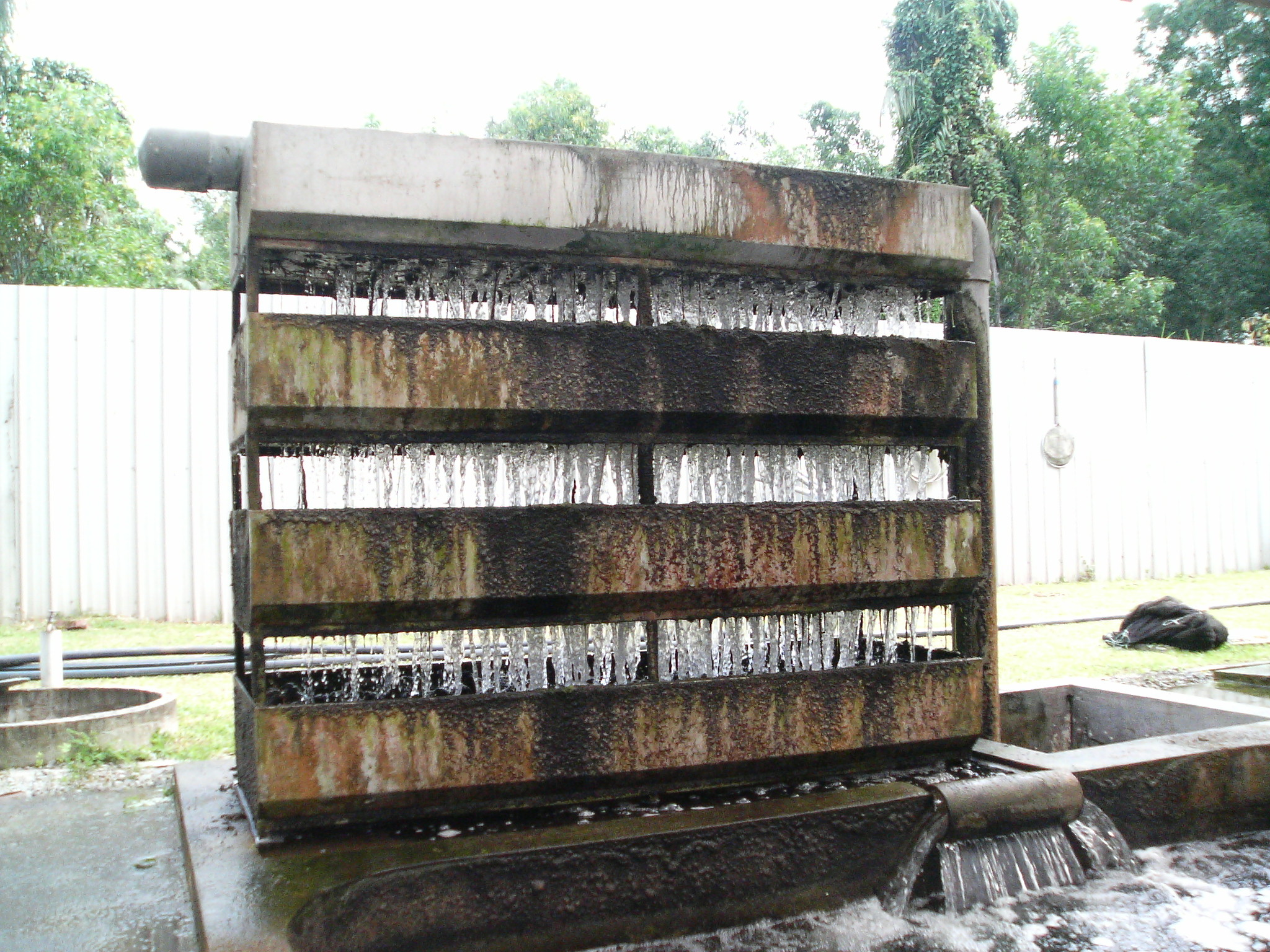

Une bonne gestion du cycle de l'azote est un élément essentiel d'un aquarium performant. Les excréments et autres matières organiques en décomposition produisent de l'ammoniac qui est très toxique pour les poissons. Des processus bactériens oxydent cet ammoniac en nitrites légèrement moins toxiques, qui sont à leur tour oxydés pour former des nitrates beaucoup moins toxiques. Dans l'environnement naturel, ces nitrates sont ensuite absorbés par les plantes sous forme d'engrais, ce qui se produit effectivement dans une certaine mesure dans un aquarium dans lequel sont plantées de véritables plantes.
Un aquarium est cependant un microcosme imparfait du monde naturel. Les aquariums sont généralement beaucoup plus peuplés de poissons que le milieu naturel. Cela augmente la quantité d'ammoniac produite dans le volume relativement petit de l'aquarium. Les bactéries responsables de la décomposition de l'ammoniac en le transformant en nitrite, les Nitrosomonas, colonisent la surface de tous les objets à l'intérieur de l'aquarium. Les bactéries qui transforment ensuite le nitrite en nitrate sont Nitrospira et Nitrobacter. Dans la plupart des cas, un filtre biologique n'est rien d'autre qu'une éponge poreuse chimiquement inerte, qui offre une surface considérablement agrandie sur laquelle ces bactéries peuvent se développer. Ces colonies bactériennes mettent plusieurs semaines à se former, période pendant laquelle l'aquarium est vulnérable à un état communément appelé "syndrome du nouveau bac" s'il est rempli de poissons trop rapidement. Certains systèmes intègrent des bactéries capables de convertir les nitrates en azote gazeux.
L'accumulation d'ammoniac toxique provenant des déchets en décomposition est la principale cause de mortalité des poissons dans les aquariums neufs, mal entretenus ou surchargés. Dans l'environnement artificiel de l'aquarium, le cycle de l'azote se termine effectivement par la production de nitrates. Pour que la teneur en nitrates ne s'accumule pas à un niveau nocif, il faut procéder régulièrement à des changements partiels de l'eau pour éliminer les nitrates et introduire une nouvelle eau non contaminée.

### Filtration mécanique et chimique
Le processus de filtration mécanique élimine les particules de la colonne d'eau. Ces particules peuvent comprendre des aliments non consommés, des excréments ou des débris de plantes ou d'algues. La filtration mécanique est généralement réalisée en faisant passer l'eau à travers des matériaux qui agissent comme un tamis, piégeant physiquement la matière particulaire. L'enlèvement des déchets solides peut être aussi simple que la mise en place d'un filet à main physique pour les débris, et/ou faire appel à des équipements très complexes. Toute élimination de déchets solides implique la filtration de l'eau à travers une forme de maille dans un processus connu sous le nom de filtration mécanique. Les déchets solides sont d'abord collectés, puis doivent être physiquement retirés du système de l'aquarium. La filtration mécanique est finalement inefficace si les déchets solides ne sont pas retirés du filtre, et si on les laisse se décomposer et se dissoudre dans l'eau.
Les déchets dissous sont plus difficiles à éliminer de l'eau. Plusieurs techniques, connues collectivement sous le nom de filtration chimique, sont utilisées pour l'élimination des déchets dissous, les plus populaires étant l'utilisation du charbon actif et de la fractionnement de mousse. Dans une certaine mesure, les plantes saines extraient les déchets chimiques dissous de l'eau lorsqu'elles poussent, de sorte que les plantes peuvent jouer un rôle dans le confinement des déchets dissous.
Une dernière situation, moins fréquente, qui nécessite une filtration, est la volonté de stériliser les agents pathogènes présents dans l'eau. Cette stérilisation est réalisée en faisant passer l'eau de l'aquarium à travers des dispositifs de filtration qui exposent l'eau à une lumière ultraviolette de forte intensité et/ou en exposant l'eau à de l'ozone gazeux dissous.

## Matériaux adaptés à la filtration d'aquarium

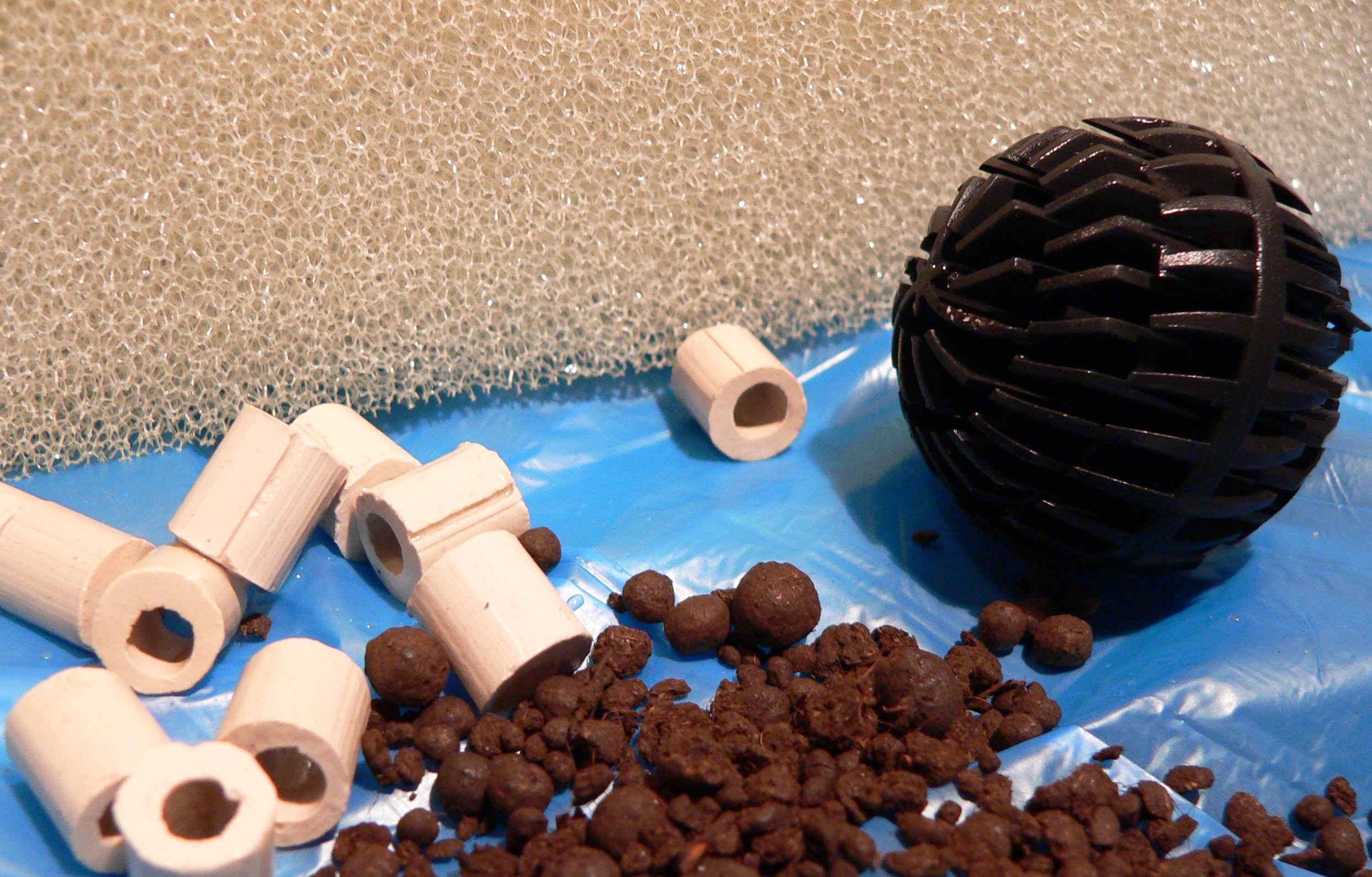
Les éponges, les billes en plastique, les tubes en céramique et le gravier conviennent tous à la filtration d'aquarium.

De nombreux matériaux peuvent servir de support de filtration pour les aquariums. Il s'agit notamment des laines synthétiques, connues dans le domaine des aquariums sous le nom de laine de filtration, fabriquées en polyéthylène téréphtalate ou en nylon. Des éponges ou des mousses synthétiques, divers produits en céramique et en verre fritté et en silicone ainsi que des graviers ignés sont également utilisés comme matériaux de filtre mécanique. Les matériaux de plus grande surface assurent une filtration mécanique et biologique. Certains matériaux filtrants, tels que les "biobilles" en plastique, sont mieux utilisés pour la filtration biologique.
À l'exception notable des filtres à diatomées, les filtres d'aquarium ont rarement une action purement mécanique, car les bactéries vont coloniser la plupart des matériaux filtrants en effectuant un certain degré de filtration biologique. Le charbon actif et les zéolites sont également fréquemment ajoutés aux filtres d'aquarium. Ces matériaux hautement poreux agissent comme des adsorbats liant divers produits chimiques à leurs grandes surfaces externes et également comme des sites de colonisation bactérienne.
Le type de filtre d'aquarium le plus simple ne se compose que de laine de filtration et de charbon actif. La laine filtrante retient les gros débris et particules, et le charbon actif adsorbe les petites impuretés. Ces filtres doivent être remplacés régulièrement à des intervalles appropriés. Ceci est particulièrement important dans le cas des filtres à charbon actif, qui peuvent libérer leur contenu adsorbé à des doses importantes (et donc nocives) si on les laisse saturer. Le charbon actif adsorbe les toxines sur la surface poreuse étendue du charbon. Il ne peut pas être réactivé par ébullition dans l'eau. L'adsorption du charbon actif peut être restaurée par régénération thermique à des températures de 500 à 900 ° C (932-1 652 ° F), régénération électrochimique, par ultrasons ou par d'autres procédés industriels. Pour l'aquariophile, le remplacement du charbon actif par un matériau frais est simple et peu coûteux.

## Types

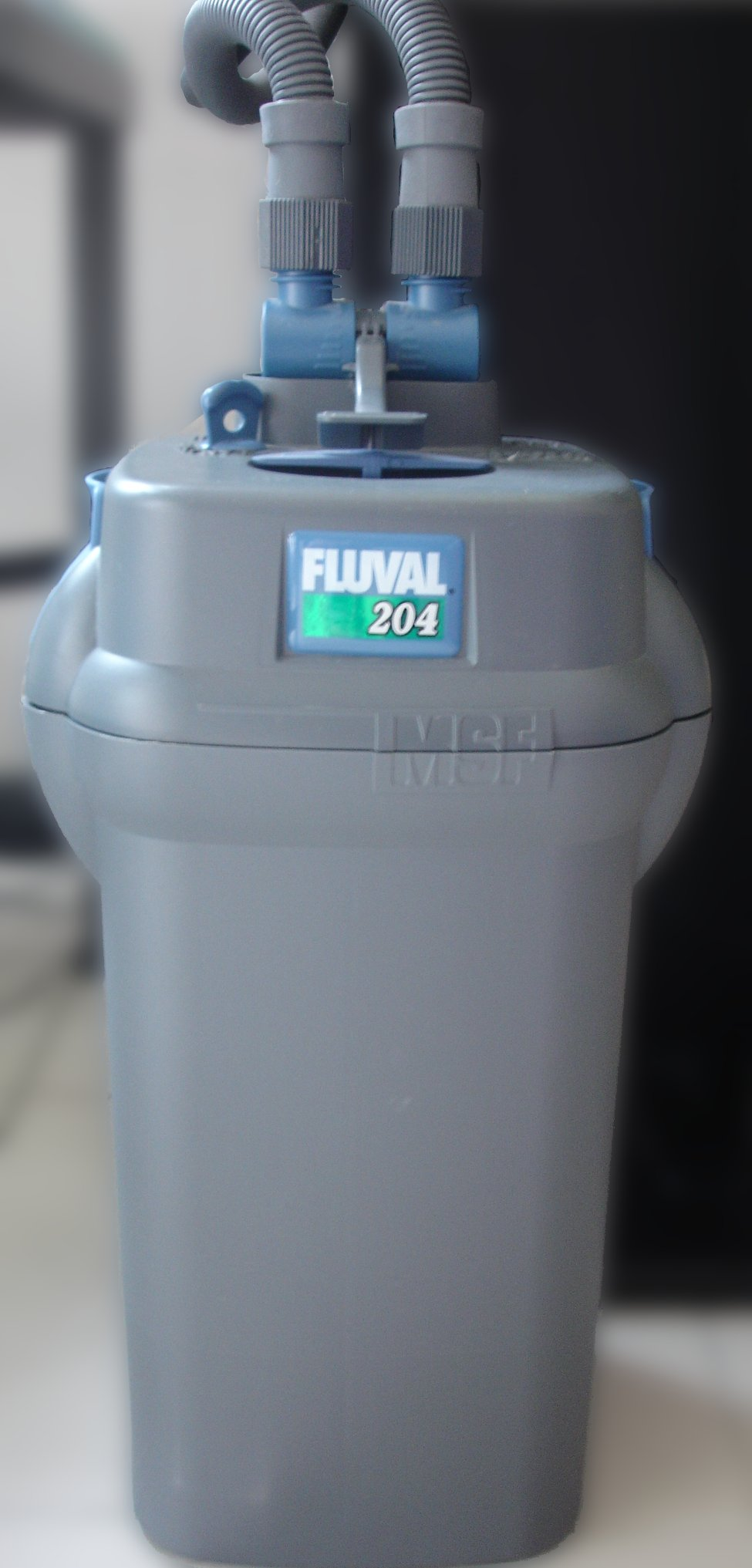
Un filtre à cartouche disponible dans le commerce

De nombreux types de filtres d'aquarium sont disponibles dans le commerce, dont :

### Filtres de puissance
Les filtres de puissance ou HOB (hang on back), qui sont actionnés par une turbine, retirent l'eau de l'aquarium, généralement à l'aide d'un long tube de siphon, qui est ensuite poussé (ou tiré) à travers une série de différents médias filtrants et renvoyé dans l'aquarium. Ce sont les types de filtres d'aquarium les plus courants. Ils sont généralement plus efficaces et plus faciles à entretenir que les filtres internes.
Les avantages de ce type de filtre sont qu'ils permettent de sélectionner différents types de médias filtrants en fonction des besoins de l'aquarium, et qu'ils sont faciles à nettoyer sans déranger les habitants de l'aquarium car ils se trouvent à l'extérieur de celui-ci. Les inconvénients des filtres électriques sont notamment leur capacité de filtrage plus faible que celle des filtres à cartouche, et le fait qu'ils ont tendance à être très bruyants, généralement en raison des vibrations.

#### Filtres à cartouche
Par rapport aux filtres qui sont suspendus à l'arrière de l'aquarium, les filtres extérieurs de type cartouche offrent une plus grande quantité de matériaux filtrants à utiliser ainsi qu'une plus grande flexibilité quant au choix des matériaux filtrants. L'eau entre dans le bidon rempli du matériau filtrant choisi par un tuyau d'admission au fond du bidon, traverse le matériau et est renvoyée à l'aquarium par le tuyau de retour. L'eau est forcée de circuler à travers le filtre par une pompe généralement installée au sommet du bidon. Il est important de noter que les filtres à cartouche sont des systèmes étanches, entièrement inondés, ce qui signifie que l'aquarium, le tuyau d'admission, l'intérieur du filtre et le tuyau de retour forment une masse d'eau continue. Dans cette configuration, la prise d'eau et le retour forment deux siphons qui se compensent précisément. Dans ces conditions, la pompe du filtre ne doit pas déployer d'efforts pour ramener l'eau à l'aquarium, quelle que soit la hauteur à laquelle ce dernier est installé au-dessus du bidon. La pompe doit seulement être assez puissante pour pousser l'eau à travers le matériau filtrant et pour surmonter la résistance des tuyaux d'entrée et de retour. Cela rend les pompes de filtration à cartouche pratiquement insensibles à la différence de hauteur entre l'aquarium et le filtre (bien que le dépassement de la limite de hauteur spécifiée par le fabricant puisse entraîner des fuites).
Les avantages de ce type de filtre sont qu'ils peuvent fournir un grand volume de matériau filtrant sans réduire l'espace interne de l'aquarium, et qu'ils peuvent être déconnectés du réservoir pour le nettoyage/l'entretien et remplacés sans déranger l'intérieur de l'aquarium ou ses occupants. De plus, en tant que filtre avec plomberie externe, il permet l'installation en ligne d'autres équipements d'aquarium, tels que les chauffe-eau et les diffuseurs de dioxyde de carbone. Ces équipements peuvent être retirés de l'aquarium et installés en ligne dans le tuyau de retour du filtre. Les inconvénients des filtres à cartouche comprennent le coût et la complexité accrus par rapport aux filtres internes et les difficultés de nettoyage des tubes qui transfèrent l'eau vers et depuis l'aquarium. Il existe également un risque de fuite, ce qui est naturellement un problème pour tout filtre placé à l'extérieur de l'aquarium.
Les filtres à cartouche ont été initialement conçus pour filtrer l'eau potable, sous basse pression. Les filtres à cartouche pour aquariums utilisent une pression d'eau élevée, provenant d'une pompe correctement alimentée, pour forcer l'eau à travers le média filtrant dense. Une pompe peut aspirer l'eau d'un filtre à gravier et la faire passer dans un bidon pour une double filtration.

#### Filtres à diatomées
Les filtres à diatomées ne sont utilisés que pour le nettoyage sporadique des réservoirs, ils ne sont pas utilisés en continu sur les aquariums. Ces filtres utilisent la terre de diatomées pour créer un filtre extrêmement fin, jusqu'à 1 µm, qui élimine les particules de la colonne d'eau.

#### Filtres de ruissellement
Les filtres à ruissellement, également appelés filtres humides/secs, sont un autre système de filtration de l'eau pour les aquariums marins et d'eau douce. Ce filtre se présente sous deux configurations, l'une placée au-dessus de l'aquarium (plus rarement vue) et l'autre placée en dessous de l'aquarium (plus courante).
Si le filtre humide/sec est placé sur le dessus de l'aquarium, l'eau est pompée sur un certain nombre de plateaux perforés contenant de la laine filtrante ou un autre matériau filtrant. L'eau s'écoule à travers les plateaux, gardant la laine filtrante humide mais pas complètement submergée, ce qui permet aux bactéries aérobies de se développer et favorise la filtration biologique. L'eau retourne dans l'aquarium comme la pluie.
Le filtre humide/sec peut également être placé sous le réservoir. Dans ce cas, l'eau est acheminée par gravité vers le filtre situé sous l'aquarium. L'eau pré-filtrée est acheminée vers une plaque perforée (plaque d'égouttage). Le préfiltrage peut avoir lieu dans l'aquarium via un bloc de mousse ou un manchon dans le trop-plein, ou un siphon de déversoir, ou il peut être préfiltré par de la laine de filtre reposant sur la plaque perforée. Les eaux usées de l'aquarium se répandent sur la plaque perforée et tombent à travers un milieu. Il peut s'agir d'une laine filtrante/grille plastique enroulée en forme de cercle (DLS ou "Double Layer Spiral") ou d'un nombre quelconque de supports plastiques communément appelés "Bio Balls". Lorsque l'eau tombe en cascade sur le média, du CO2 est émis, de l'oxygène est capté et les bactéries transforment les déchets du réservoir en matériaux moins nocifs. De là, l'eau entre dans le bassin. Le bassin peut contenir un certain nombre de compartiments, chacun avec son propre matériau de filtration. Souvent, des chauffages et des thermostats sont placés dans le bassin.

#### Filtres à algues

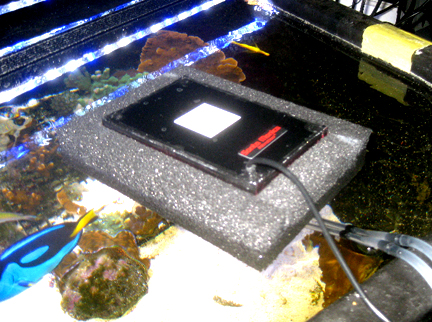
Épurateur à algues (version à courant ascendant) flottant sur un étang récifal

Les algues peuvent être cultivées à dessein, ce qui permet d'éliminer de l'eau les produits chimiques qui doivent être retirés pour avoir des poissons, des invertébrés et des coraux sains. Il s'agit d'une méthode de filtration naturelle ("verte"), qui permet à un aquarium de fonctionner comme les océans et les lacs.
Les algues et les organismes pathogènes peuvent également être éliminés en traitant l'eau par irradiation aux ultraviolets, mais l'inconvénient des UV est qu'ils tuent également les bactéries bénéfiques. C'est pourquoi le traitement aux UV n'est généralement utilisé qu'en cas de besoin, et pas en permanence.

#### Filtres à chicane
Les filtres à chicanes sont similaires aux filtres à ruissellement humides et secs, en ce sens qu'ils sont généralement situés sous l'aquarium. Ce type de filtre consiste en une série de chicanes que l'eau doit traverser pour atteindre la pompe qui renvoie l'eau dans l'aquarium. Ces chicanes agissent alors comme une série de filtres à cartouche et peuvent être remplies avec différents médias filtrants pour différents usages.

#### Filtre à lit fluidisé

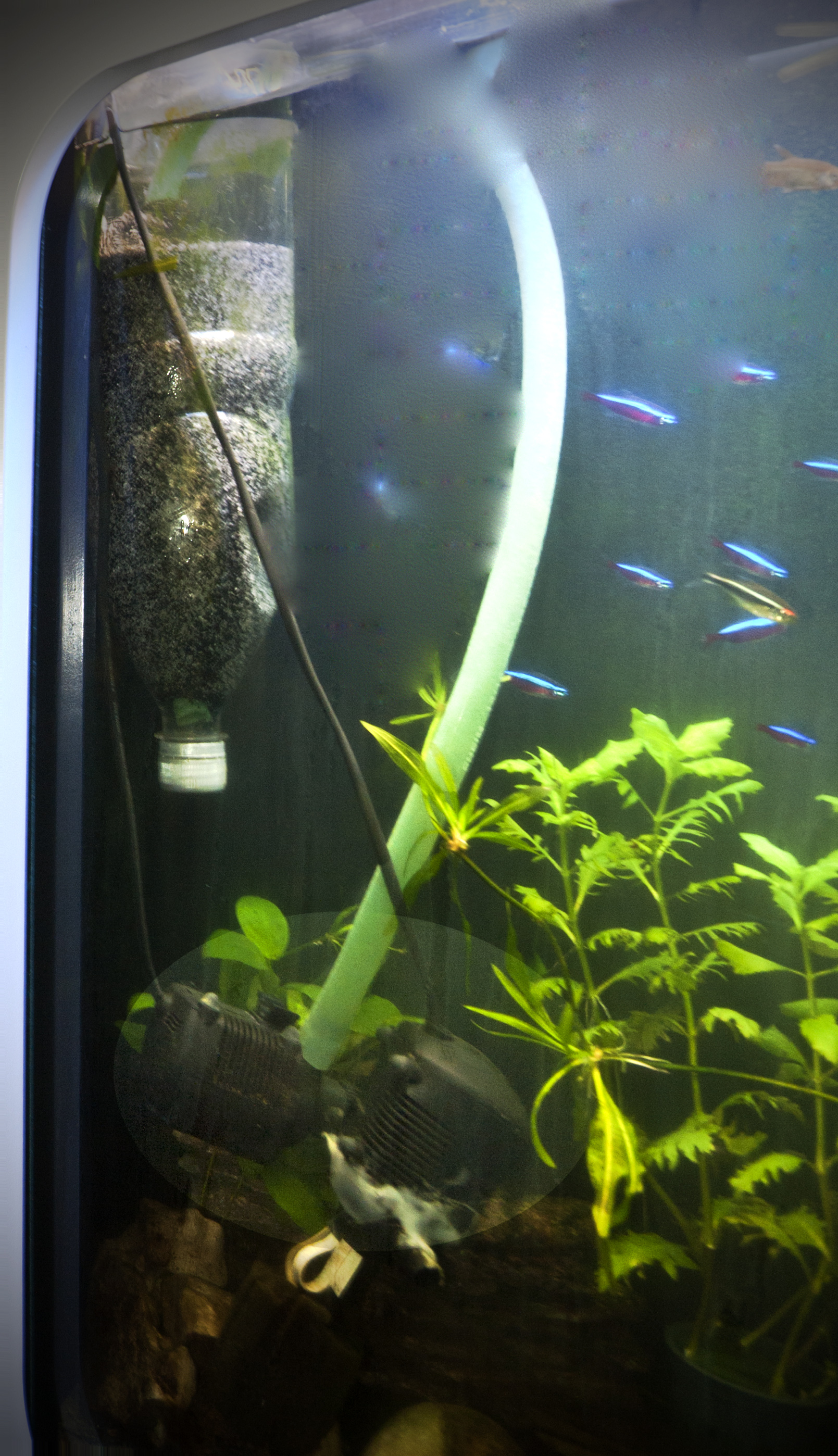
Filtre à lit de sable fluidisé DIY simple

Le filtre à lit fluidisé (FBF) est un réacteur biologique uniquement. Le principe est de diriger l'eau par le bas à travers un lit de sable (ou un média similaire) afin que le sable se fluidifie - se comporte comme un fluide. Ce mécanisme est observé dans la liquéfaction, le sable rapide et les processus industriels, y compris le traitement des eaux usées municipales. La surface combinée de toutes les particules de sable dans le filtre est très grande, et il y a donc une grande surface pour les bactéries de dénitrification aérobie. Par conséquent, la taille du filtre peut être modeste.
Le filtre lui-même peut être interne ou externe. Dans sa version interne fait maison plus simple, un FBF est très facile à construire, avec un conteneur, du sable, une pompe et un peu de plomberie. Il y a de nombreuses variables : la forme et la taille du récipient, la quantité de sable ou l'équivalent, la taille des particules, la puissance de la pompe et la plomberie.

### Filtres internes
Les filtres internes sont, par définition, des filtres situés dans les limites de l'aquarium. Ils comprennent le filtre en éponge, les variantes du filtre d'angle (en haut à droite et à gauche), le filtre à cartouche de mousse et le filtre de fond. Un filtre interne peut être doté d'une pompe électrique et donc être un filtre électrique interne, souvent fixé à l'intérieur des aquariums par des ventouses.

#### Filtres de transport aérien
Les filtres en éponge et les filtres en coin (parfois appelés filtres en boîte) fonctionnent essentiellement par le même mécanisme qu'un filtre interne. Les deux fonctionnent généralement par airlift, en utilisant les bulles d'une pompe à air qui s'élèvent dans un tube pour créer un flux. Dans un filtre éponge, l'entrée ne peut être recouverte que par un simple bloc de mousse à cellules ouvertes. Un filtre d'angle est légèrement plus complexe. Ces filtres sont souvent placés dans le coin au fond de l'aquarium. L'eau entre par des fentes dans la boîte, traverse une couche de milieu, puis sort par le tube d'airlift pour retourner dans l'aquarium. Ces filtres ne conviennent généralement qu'aux petits aquariums peu chargés. Le filtre éponge est particulièrement utile pour l'élevage d'alevins où l'éponge empêche les petits poissons d'entrer dans le filtre.

#### Filtres sous gravier

Un diagramme schématique d'un filtre sous gravier géré à la fois par un déplacement d'air et une pompe à eau (tête motrice)

L'un des plus anciens types de filtres, les filtres à gravier sont constitués d'une plaque poreuse placée sous le gravier à la base de l'aquarium et d'un ou plusieurs tubes de soulèvement. Historiquement, les filtres à gravier ont été actionnés par déplacement d'air. Des pierres d'air sont placées à la base des tubes de soulèvement qui forcent l'eau à sortir du tube de soulèvement, créant une pression négative sous la plaque du filtre à gravier (également appelée plenum). L'eau s'infiltre ensuite à travers le gravier qui est lui-même le matériau de filtration. Un débit d'eau plus important à travers le gravier peut être obtenu par l'utilisation d'une pompe à eau plutôt que par le déplacement d'air.
Des bactéries bénéfiques colonisent le lit de gravier et assurent la filtration biologique, en utilisant le substrat de l'aquarium lui-même comme filtre biologique,.
Les filtres à gravier peuvent être préjudiciables à la santé des plantes aquatiques. Les fins substrats tels que le sable ou la tourbe peuvent colmater un filtre à gravier. Les filtres à gravier ne sont pas efficaces si le lit de substrat est irrégulier. Dans un lit de gravier irrégulier, l'eau ne s'écoulera qu'à travers les parties minces du lit, laissant les zones plus fortement couvertes devenir anoxiques.